# Hospital Playlist
Hospital Playlist (en coréen : 슬기로운 의사생활) est une série télévisée sud-coréenne écrite par Lee Woo-jung et réalisée par Shin Won-ho,. Il s'agit du deuxième volet de la série Wise Life, après Prison Playbook (2017-18). Il met en vedette Jo Jeong-seok, Yoo Yeon-seok, Jung Kyung-ho, Kim Dae-myung et Jeon Mi-do.
La première saison a été diffusée sur tvN tous les jeudis du 12 mars au 28 mai 2020. Chaque épisode a été diffusé sur Netflix en Corée du Sud, en Asie-Pacifique, en Amérique latine et dans les pays anglophones après leur diffusion télévisée . À la fin de la première saison, la série est devenue la onzième série coréenne la mieux notée de l'histoire de la télévision par câble . La deuxième saison a été diffusée à partir du 17 juin 2021. Selon Nielsen Korea, sur la base des audiences nationales, en enregistrant 10 % d'audience pour le premier épisode de la saison 2, Hospital Playlist a établi le record des meilleures audiences pour le premier épisode des séries de tvN.

## Synopsis
La série suit un groupe de cinq médecins dans la quarantaine, amis depuis leur entrée à la faculté de médecine en 1999, qui se retrouvent régulièrement pour jouer de la musique.
Lee Ik-jun (Jo Jung-suk) est professeur adjoint de chirurgie générale, spécialisé dans les greffes de foie. Il s'occupe de son jeune fils U-ju en tant que père célibataire, après avoir divorcé de sa femme adultère. Son charisme joyeux lui permet de se connecter avec de nombreuses personnes, ce qui en fait une figure populaire parmi les patients et les autres médecins.
Ahn Jeong-won (Yoo Yeon-seok), professeur adjoint de chirurgie pédiatrique, est généreux et attentionné, ce qui le rend attachant aux yeux de ses patients. Fervent catholique, il souhaite secrètement devenir prêtre.
Kim Jun-wan (Jung Kyung-ho) est un professeur agrégé de chirurgie cardiothoracique froid et professionnel, qui cache un tempérament doux et gentil qui ne fait surface qu'avec ses amis et certains patients.
Yang Seok-hyeong (Kim Dae-myung), professeur adjoint d' obstétrique et de gynécologie, est un médecin réservé et introverti. Bien qu'il se montre détaché, il est prêt à se dépasser pour les patientes sous sa surveillance. Il est divorcé et se soucie profondément de sa mère.
Chae Song-hwa (Jeon Mi-do), la seule femme du groupe d'amis, est professeur agrégé de neurochirurgie. Elle est considérée comme parfaite par ses collègues : elle traite les patients avec gentillesse, effectue des centaines d'interventions chirurgicales réussies et a bon caractère.
L'histoire tourne autour du groupe d'amis dans leurs aventures hospitalières, impliquant médecine, musique et relations humaines.

## Distribution

### Personnages principaux
- Jo Jeong-seok : Lee Ik-jun, professeur adjoint de chirurgie générale
- Yoo Yeon-seok : Ahn Jeong-won, professeur adjoint de chirurgie pédiatrique
- Jung Kyung-ho : Kim Jun-wan, professeur agrégé de chirurgie cardiothoracique
- Kim Dae-myung : Yang Seok-hyeong, professeur adjoint d' obstétrique et de gynécologie
- Jeon Mi-do : Chae Song-hwa, professeur agrégé de neurochirurgie [8]

### Personnages secondaires

#### Médecins
- Shin Hyun-bin : Jang Gyeo-wool, interne en 3e année de chirurgie générale.
- Jung Moon-sung : Do Jae-hak, chef des internes de chirurgie cardiothoracique.
- Ahn Eun-jin : Choo Min-ha, interne en 2e année de gynécologie-obstétrique.
- Kim Jun-han : Ahn Chi-hong, interne en 3e année de neurochirurgie.
- Moon Tae-yoo : Yong Seok-min, chef des internes en neurochirurgie.
- Ha Yoon-kyung : Heo Sun-bin, interne en 3e année de neurochirurgie.
- Choi Young-joon : Bong Gwang-hyun, professeur adjoint de médecine d'urgence.
- Seo Jin-won : Min Gi-joon, professeur de neurochirurgie.
- Kim Hye-in : Myung Eun-won,interne en 2e année de gynécologie-obstétrique.
- Choi Young-woo : Cheon Myung-tae, professeur de chirurgie cardiothoracique.
- Shin Do-hyun : Bae Joon-hee, spécialiste en médecine d'urgence.
- Jeon Kwang-jin : Jong Se-hyuk, spécialiste en chirurgie orthopédique.
- Lee Se-hee : Kang So-ye, urgentiste
- Woo Jung-won : Yeom Se-hee, professeur de médecine
- Lee Jong-won : Kim Geon

#### Infirmières et étudiants en médecine
- Kim Soo-jin : Song Soo-bin, infirmière en chirurgie
- Yoon Hye-ri : So Yi-hyun, assistant en chirurgie cardiothoracique
- Yang Jo-ah : Hwang Jae-shin, assistant en neurochirurgie
- Lee Noh-ah : Lee Young-ha, infirmière en chirurgie
- Lee Dal : Kim Jae-hwan, infirmière en chirurgie
- Lee Hye-eun : Kook Hye-sung, assistant en chirurgie générale
- Lee Ji-won : Han Hyun-hee, assistant en chirurgie pédiatrique
- Kim Ji-sung : Han Seung-joo, infirmière en gynécologie-obstétrique
- Seol Yu-jin : Eun Sun-jin, assistante médicale en gynécologie-obstétrique
- Kim Bi-bi : Ham Deok-joo, coordinateur des transplantations
- Park Han-sol : Sunwoo Hee-soo, infirmière des urgences
- Cho Yi-hyun : Jang Yun-bok, étudiant en 3e année de médecine
- Bae Hyun-sung : Jang Hong-do, étudiant en 3e année de médecine
- Kim Kang-min : Im Chang-min, stagiaire
- Lee Chan-hyung : Choi Seon-young, stagiaire
- Chae Min-hee : So-yeon
- Lee Jung-won : Hwang Ji-woo, élève infirmer de 2e année

#### Membres de la famille des personnages principaux
- Kwak Sun-young : Lee Ik-sun, sœur de Lee Ik-jun et petite amie de Kim Jun-wan
- Kim Joon : Lee U-ju, fils de Ik-jun
- Kim Hae-sook : Jung Ro-sa, mère de Jeong-won
- Sung Dong-il : grand frère de Jeong-won
- Kim Kap-soo : Joo Jong-soo, president de la Yulje Foundation
- Cho Seung-yeon : Joo Jun, directeur du centre hospitalier Yulje
- Moon Hee-kyung : Cho Young-hye, mère de Seok-hyung
- Nam Myung-ryeol : Yang Tae-yang, père de Seok-hyung
- Lee So-yoon : Kim Tae-yeon, maîtresse de Yang Tae-yang

### Développement
En janvier 2019 a été annoncé que Shin Won-ho dirigerait une série télévisée médicale et que l'équipe de production en était aux premiers stades du casting. Il a fallu quatre ans pour que le script soit terminé. Le scénariste Lee Woo-jung et le réalisateur Shin Won-ho ont déjà travaillé ensemble sur la série d'anthologie Reply acclamée par la critique (2012-2016) ainsi que la série de comédie noire à succès Prison Playbook (2017-2018). Les acteurs Jung Kyung-ho et Yoo Yeon-seok ont également déjà travaillé avec le duo,.
Afin de respecter la réglementation des 52 heures hebdomadaires et d'éviter de tourner la nuit au regard de la santé des acteurs et de l'équipe de tournage, l'équipe de production a décidé de diffuser un épisode par semaine pendant douze semaines au total au lieu de diffuser deux épisodes par semaine pendant huit semaines comme c'est généralement le cas pour les séries télévisées sud-coréennes.

### Tournage
Le tournage principal de la première saison a commencé début octobre 2019. Certaines scènes se déroulant à l'hôpital universitaire de Gangwoon et au centre médical de Yulje ont été respectivement tournées à l'hôpital du Sacré-Cœur de l'université Hallym de Dongtan (à Hwaseong, Gyeonggi) et au centre médical universitaire des femmes Ewha (dans le district de Gangseo, Séoul ) ; les dernières scènes de la saison ont été filmées en studio en raison de la pandémie de COVID-19. Le tournage de la première saison s'est achevé fin avril 2020.
Le tournage de la deuxième saison, initialement prévu pour débuter début décembre 2020, a été reporté à fin janvier 2021 en raison de la pandémie de COVID-19.

## Musique

### Album de la bande originale (Saison 1)
La bande originale de Hospital Playlist produite par Ma Joo-hee est sortie le 4 juin 2020 par Studio MaumC, Egg Is Coming et Stone Music Entertainment,. L'album se compose de reprises de chansons coréennes populaires sorties dans les années 1990 et 2000,. Toutes les chansons sont classées sur le Gaon Digital Chart et douze d'entre elles sur le K-pop Hot 100 ; certaines ont reçu plusieurs nominations et récompenses . Pour Doyeon Lee de Billboard, la bande originale "a été bien accueillie par les auditeurs de tous âges pour ses remakes de succès populaires des années 90".
| 1.  | Lonely Night                                                        | Kwon Jin-ah            | 4:02 |
| 2.  | Introduce Me a Good Person (좋은 사람 있으면 소개시켜줘)            | Joy (Red Velvet)       | 3:03 |
| 3.  | Aloha (아로하)                                                      | Jo Jung-suk            | 4:04 |
| 4.  | Confession Is Not Flashy (화려하지 않은 고백)                       | Kyuhyun (Super Junior) | 3:48 |
| 5.  | Beautiful My Love (그대 고운 내 사랑)                               | Urban Zakapa           | 3:50 |
| 6.  | In Front of City Hall at the Subway Station (시청 앞 지하철 역에서) | Kwak Jin-eon           | 4:59 |
| 7.  | You Always (넌 언제나)                                              | J Rabbit               | 4:16 |
| 8.  | With My Tears (내 눈물 모아)                                        | Wheein (Mamamoo)       | 4:13 |
| 9.  | The Wind Is Blowing (바람이 부네요)                                 | Lee So-ra              | 4:31 |
| 10. | Oh! What a Shiny Night (Drama Version) (밤이 깊었네)                | Mido and Falasol       | 2:38 |
| 11. | Canon (Drama Version) (캐논)                                        | Mido and Falasol       | 2:49 |
| 12. | Beyond the Rainbow Forest (넌 따뜻해)                               | Park Hyuk-jin          | 4:30 |
| 13. | While Living Life (사노라면)                                        | Oohyo                  | 4:05 |
| 14. | I Knew I Love (사랑하게 될 줄 알았어)                               | Jeon Mi-do             | 4:21 |
| 15. | Me to You, You to Me (너에게 난, 나에게 넌)                         | Mido and Falasol       | 3:52 |
| 16. | Sorrowful (Piano Ver. 1)                                            | Kim Jin-hak            | 4:38 |
| 17. | Affect                                                              | Song Ha-min            | 2:01 |
| 18. | Moving Forward (Full Version)                                       | Kim Jin-hak            | 2:27 |
| 19. | Frozen Dream                                                        | Song Ha-min            | 1:46 |
| 20. | Monday                                                              | Song Ha-min            | 1:32 |
| 21. | Oh! What a Shiny Night (Drama Version) (Inst.)                      |                        | 2:38 |
| 22. | Beyond the Rainbow Forest (Inst.)                                   |                        | 4:30 |
| 23. | While Living Life (Inst.)                                           |                        | 4:05 |
| 24. | I Knew I Love (Inst.)                                               |                        | 4:21 |

## Réception

### Réponse critique
Hospital Playlist a reçu des critiques majoritairement positives. Pour Ariana Yaptangco de Elle, la série se compare à Grey's Anatomy et Friends, et fait partie des "10 meilleurs K-Dramas à regarder sur Netflix".
Au cours d'une interview avec The Korea Herald, le critique de cinéma Yun Suk-jin a félicité Hospital Playlist pour avoir mis l'accent sur l'aspect humain de la profession plutôt que sur les situations de vie ou de mort, notant que la série "a éliminé les questions caricaturales de conflit de pouvoir, et s'est concentrée sur la sincérité des médecins dans leur travail et leur relation avec les patients. Selon Pierce Conran du South China Morning Post, Hospital Playlist est l' une des meilleures séries sud-coréennes de 2020, mentionnant que "les récits émouvants autour de la maladie et du seuil s'opposent à la sympathique  camaraderie d'un groupe qui trouve du réconfort dans l'entraide, et dans leur groupe de cinq musiciens délicieusement ringard, pour échapper aux difficultés de leur travail.". Jessicha Valentina du Jakarta Post considère Chae Song-hwa, le personnage joué par Jeon Mi-do, comme "l'un des points forts de la série", saluant Hospital Playlist pour sa représentation de personnages féminins forts.
Joel Keller de Decider a donné un avis mitigé, affirmant que la série "est un peu un amalgame étrange de différents genres, mais la distribution fait en sorte que cela fonctionne. Préparez-vous simplement à un premier épisode un peu déroutant.".

### Audience

#### Saison 1
Hospital Playlist a été diffusé sur tvN, qui a normalement une audience relativement plus petite que celle des chaînes de télévision en clair/publiques ( KBS, SBS, MBC et EBS ). Sa première saison s'est terminée dans le top 10 des séries coréennes les mieux notées de l'histoire de la télévision par câble, .

#### Saison 2
Avec un taux d'audience de 10% au niveau national, le premier épisode de la deuxième saison remporte le meilleur taux d'audience du réseau pour une première diffusion.
Le 6e épisode de la saison 2, diffusé le 22 juillet, a enregistré une audience nationale moyenne de 13,151%, ce qui est le plus haut taux d'audience de la saison.

## Distinctions
| Critique/Publication     | Lister                                                  | Ref.   |
| ------------------------ | ------------------------------------------------------- | ------ |
| South China Morning Post | Le top 10 des K-dramas de 2020                          | [ 26 ] |
| NME                      | Drames coréens de 2020 : le bon, le mauvais et le grand | [ 33 ] |
| Teen Vogue               | 11 meilleurs K-Dramas de 2020                           | [ 34 ] |

| Cérémonie                | Année | Catégorie                                   | Nomination                           | Résultat   | Ref.   |
| ------------------------ | ----- | ------------------------------------------- | ------------------------------------ | ---------- | ------ |
| APAN Star Awards         | 2021  | Drama of the Year                           | Hospital Playlist                    | Nomination |        |
| APAN Star Awards         | 2021  | Top Excellence Award, Actor in a Miniseries | Jo Jeong-seok                        | Nomination | [ 35 ] |
| APAN Star Awards         | 2021  | Best New Actress                            | Jeon Mi-do                           | Lauréat    | [ 36 ] |
| APAN Star Awards         | 2021  | Best New Actress                            | Ahn Eun-jin                          | Nomination |        |
| Asia Artist Awards       | 2020  | Best Acting Award                           | Jeon Mi-do                           | Lauréat    |        |
| Asia Artist Awards       | 2020  | AAA Focus Award                             | Ahn Eun-jin                          | Lauréat    |        |
| Asia Contents Awards     | 2020  | Best Writer                                 | Lee Woo-jung                         | Nomination | [ 37 ] |
| Asia Contents Awards     | 2020  | Newcomer Actress                            | Jeon Mi-do                           | Lauréat    | [ 38 ] |
| Baeksang Arts Awards     | 2020  | Best New Actress                            | Jeon Mi-do                           | Nomination |        |
| Baeksang Arts Awards     | 2020  | Best Screenplay                             | Lee Woo-jung                         | Nomination |        |
| Brand of the Year Awards | 2020  | Best Drama                                  | Hospital Playlist                    | Lauréat    |        |
| Brand of the Year Awards | 2020  | Best Actor                                  | Jo Jeong-seok                        | Lauréat    |        |
| Brand of the Year Awards | 2020  | Best New Actress                            | Jeon Mi-do                           | Lauréat    |        |
| Brand of the Year Awards | 2020  | Best OST                                    | Jo Jeong-seok — "Aloha"              | Lauréat    |        |
| Genie Music Awards       | 2021  | Best OST                                    | Jo Jeong-seok — "Aloha"              | Lauréat    | [ 39 ] |
| Golden Disc Awards       | 2021  | Best OST                                    | Jo Jeong-seok — "Aloha"              | Lauréat    |        |
| Melon Music Awards       | 2020  | Best OST                                    | Jo Jung-suk — "Aloha"                | Lauréat    | [ 40 ] |
| Melon Music Awards       | 2020  | Best OST                                    | Jeon Mi-do — "I Knew I Love"         | Nomination | [ 41 ] |
| Mnet Asian Music Awards  | 2020  | Best OST                                    | Jo Jeong-seok — "Aloha"              | Nomination | [ 42 ] |
| Mnet Asian Music Awards  | 2020  | Best OST                                    | Joy — "Introduce Me a Good Person"   | Nomination | [ 42 ] |
| Mnet Asian Music Awards  | 2020  | Song of the Year                            | Jo Jeong-seok — "Aloha"              | Nomination | [ 42 ] |
| Mnet Asian Music Awards  | 2020  | Song of the Year                            | Joy — "Introduce Me a Good Person"   | Nomination | [ 42 ] |
| Seoul Music Awards       | 2021  | Best OST                                    | Jo Jeong-seok — "Aloha"              | Lauréat    | [ 43 ] |
| Seoul Music Awards       | 2021  | Best OST                                    | Joy – "Introduce Me a Good Person"   | Nomination | [ 44 ] |
| Seoul Music Awards       | 2021  | Best OST                                    | Jeon Mi-do — "I Knew I Love"         | Nomination | [ 44 ] |
| Seoul Music Awards       | 2021  | Best OST                                    | Kyuhyun – "Confession Is Not Flashy" | Nomination | [ 44 ] |
| Seoul Music Awards       | 2021  | Best OST                                    | Urban Zakapa – "Beautiful My Love"   | Nomination | [ 44 ] |
| Seoul Music Awards       | 2021  | Best OST                                    | Wheein – "With My Tears"             | Nomination | [ 44 ] |